# Унчукатль
Унчукатль (лакською — «ГьунчІукьатІ») — село в Лакському районі Дагестану. Знаходиться на склоні гори Суналбаку.
За даними перепису населення в аулі в 1869 році був 151 двір, в 1886 — 231 двір, в 1941 — 386 дворів, сьогодні — 107. В 1914 населення становило 1159 осіб.
Село виникло в результаті об'єднання малих аулів, що були близько один від одного: ХъуцІралу, Бюхттул-Щар, Тталлалу, Бигьаттавалу, Пунналу, Хъахъиялу і КІулушалу. Це відбулося в 12-13ст.
У середині 40-х років 19ст. після опустошенню й зруйнуванню села військами імама Шаміля, Алгар-хан наказав збудувати село на вершині СуналбакІу. Там воно протрималося до Кавказької війни. В 60-ті роки 19ст. унчукатлінці знов переселилися на старе місце.
У 30-ті роки 20ст москаль зробив ненависні акти вандалізму: зруйнована мечеть, унікальні пам'ятники письма, цвинтари, безвинно репресовано 8 осіб.
На 2-у світову війну з села забрали 267 чоловіків і 4 жінки (80% осіб чоловічої статі). 110 з них не повернулися. Після війни Й. В. Сталін прислав унчукатлінцям, як й іншим не червоним селам — телеграму: «Поздравляю с Великой Победой. Ваш долг защищать Родину оценен високо, но не забывайте о урожайном долге». Тобто, якщо вас не добили на війні, то доб'ю вас голодом. 